# استنباط
الاستنباط أو الاستدلال الاستنباطي هو انتقال الذهن من قضية أو عدة قضايا (المقدّمات) إلى قضية أخرى (النتيجة) وفق قواعد المنطق، وليس بالضرورة أن يكون انتقالاً من العام إلى الخاص أو من الكلي إلى الجزئي؛ ومن أوضح صوره البرهنة الرياضية.
الاستنباط هو تصميم من نوع أعلى أسفل، وهو أحد أشكال الاستنتاج، ويمكن قياس الجدل عندما تعتمد صحة البرهان على منطقية الفرضية العامة أو المبدئية. والمنهج الاستنباطي ضربان، حملي إذا كانت مقدماته مسلَّمٌ بصدقها بصفة نهائية، وفرضي إذا سلِّم بصدقها بصفة مؤقتة.

## الربط بين الصلاحية والسلامة
يحلَّل المنطق الاستنباطي من خلال تتبع الربط بين ما هو "صالح (بالإنجليزية: valid)" وما هو "سليم (بالإنجليزية: sound)".يمكن أن يكون الحجاج صالحا حتى وإن كانت الفرضية المعروضة خاطئة، والنتيجة الصحيحة المشتقة من فرضية صحيحة تثبت صلاح الحجاج. وجود حجاج صالح مع فرضيات صحيحة يحتم سلامة البرهان ويسمى في هذه الحالة حجاجا سليما، بغير ذلك يصبح غير سليم.
الصيغة العامة:
كل س له خواص ص.
هذا الشيء هو س.
إذن، هذا الشيء له خواص ص.
مثال:
كل الفواكه لونها أحمر.
الموز من الفواكه.
إذن، الموز لونه أحمر.
لاحظ أن الجدل هنا غير سليم لأنه لا يكفي ان تكون الفرضية الثانية صحيحة ولكن يجب أن تكون الأولى المبنية عليها كذلك صحيحة.